# Peltophryne empusa
Espèce
Synonymes
- Bufo empusus (Cope, 1862)
- Bufo taladai jaumei Vogel, 1968

Statut de conservation UICN

 VU B2ab(iii) : Vulnérable
Peltophryne empusa est une espèce d'amphibiens de la famille des Bufonidae.

## Répartition
Cette espèce est endémique de Cuba. Elle se rencontre sur l'île principale et l'île de la Jeunesse en dessous de 70 m d'altitude.

## Publication originale
- Cope, 1862 : Curious Cuban Bufonid. Proceedings of the Academy of Natural Sciences of Philadelphia, vol. 14, p. 344 (texte intégral).